# Trần Bảo Tín
Trần Bảo Tín (chữ Hán: 陳保信; 1483-?) là một danh thần thời Hậu Lê.
Ông sinh ra và lớn lên tại làng Khải Mông, nay là thị trấn Xuân An, huyện Nghi Xuân, tỉnh Hà Tĩnh. Năm 1511, ông đỗ Bảng nhãn cùng khóa thi Đình với Trạng nguyên Hoàng Nghĩa Phú, Thám hoa Vũ Duy Chu cùng 44 người khác đỗ Nhị giáp và Tam giáp Tiến sĩ.
Ông làm quan với nhà Lê đến chức Tả thị lang bộ Lại. Năm 1527, Mạc Đăng Dung cướp ngôi nhà Lê, ông bỏ quan về ở ẩn trên núi Hành Sơn, dạy học trò, nhằm đề cao chữ trung nghĩa, để phản ứng với nhà Mạc. Thời Lê Trung hưng, được phong làm phúc thần, truy tặng Thượng thư.